# 아그네스를 위하여
아그네스를 위하여(For Agnes)는 1991년에 개봉한 대한민국의 영화이다.

## 캐스팅
- 최수지 : 강여진 역
- 최민수 : 황미호 역
- 정보석 : 박승호 역
- 지경원 : 소현 역
- 박태서 : 성준 역
- 양택조 : 김 변호사 역
- 박현숙 : 교도관 역
- 김기종 : 법관 역
- 전무송 : 김 신부 역 (특별출연)